# Kempiola
Kempiola is een geslacht van rechtvleugeligen uit de familie krekels (Gryllidae). De wetenschappelijke naam van dit geslacht is voor het eerst geldig gepubliceerd in 1940 door Uvarov.

## Soorten
Het geslacht Kempiola omvat de volgende soorten:
- Kempiola flavipunctata Desutter-Grandcolas, 2012
- Kempiola longipes Chopard, 1924
- Kempiola shankari Sinha & Agarwal, 1977
- Kempiola subalata Chopard, 1970